# Nouveau dictionnaire de biographie alsacienne
Das Nouveau dictionnaire de biographie alsacienne (NDBA) ist die Regionalbiografie des Elsass.
Das Werk wurde von der Fédération des sociétés d’histoire et d’archéologie d’Alsace herausgegeben, für die Redaktion verantwortlich war Jean-Pierre Kintz. Es erschien von 1982 bis 2007 in 49 Faszikeln und umfasst auf 5148 Seiten Einträge zu 12719 Personen. Der Personenteil erschien in 42 Faszikeln von A bis Z, hinzu kamen 6 Faszikel mit Nachträgen sowie ein Faszikel als Generalregister. 
Das Werk umfasst Einträge zu Personen aller Zeiten, die im Elsass gelebt haben oder für die Geschichte des Elsass von Bedeutung waren. 

## Faszikel
| - 1: Aa–Az (1982) - 2: Baa–Bec (1983) - 3: Bec–Bix (1983) - 4: Bl–Bo (1984) - 5: Br–Bz (1984) - 6: Ca–Cz (1985) - 7: Dab–Die (1986) - 8: Die–Dyr (1986) - 9: Eb–Er (1986) - 10: Er–Fa (1987) - 11: Fe–Fr (1988) - 12: Fr–Ge (1988) - 13: Ger–Gre (1988) - 14: Gre–Hal (1989) - 15: Hal–Haz (1989) - 16: He–Hi (1990) - 17: Hoc–Hug (1991) | - 18: Hug–Jaeg (1991) - 19: Jaeg–Kal (1992) - 20: Kam–Kie (1993) - 21: Kie–Koe (1993) - 22: Koe–Lag (1994) - 23: Lah–Leo (1994) - 24: Leo–Lon (1995) - 25: Lon–Mar (1995) - 26: Mar–Mie (1995) - 27: Mig–Myl (1996) - 28: Na–Or (1996) - 29: Or–Ph (1997) - 30: Pi–Reic (1997) - 31: Reif–Rix (1998) - 32: Rob–Sa (1998) - 33: Scha–Schm (1999) | - 34: Schn–Scu (1999) - 35: Se–Sta (2000) - 36: Ste–Ta (2000) - 37: Te–U (2001) - 38: V (2002) - 39: Wa–Wei (2002) - 40: Wel–Y (2002) - 41: Za–Zi (2003) - 42: Zo–Zy (2003) - 43: A–B suppl. (2004) - 44: C–F suppl. (2004) - 45: G–J suppl. (2006) - 46: K–M suppl. (2006) - 47: Na–T suppl. (2007) - 48: U–Z + A–T suppl. (2007) - 49: Index général (2007) |